# Мононгегела (Пенсільванія)
Мононгегела (англ. Monongahela) — місто (англ. city) в США, в окрузі Вашингтон штату Пенсільванія. Населення — 4159 осіб (2020).

## Географія
Мононгегела розташована за координатами 40°11′28″ пн. ш. 79°55′21″ зх. д. / 40.19111° пн. ш. 79.92250° зх. д. (40.191166, -79.922476).  За даними Бюро перепису населення США в 2010 році місто мало площу 5,52 км², з яких 4,95 км² — суходіл та 0,57 км² — водойми.

## Демографія
Згідно з переписом 2010 року, у місті мешкало 4300 осіб у 1966 домогосподарствах у складі 1108 родин. Густота населення становила 778 осіб/км².  Було 2265 помешкань (410/км²).
Расовий склад населення:
| - 94,6 % — білих - 2,6 % — чорних або афроамериканців - 0,5 % — азіатів - 0,3 % — корінних американців |

До двох чи більше рас належало 1,7 %. Частка іспаномовних становила 1,1 % від усіх жителів.
За віковим діапазоном населення розподілялося таким чином: 19,9 % — особи молодші 18 років, 60,1 % — особи у віці 18—64 років, 20,0 % — особи у віці 65 років та старші. Медіана віку мешканця становила 43,6 року. На 100 осіб жіночої статі у місті припадало 89,3 чоловіків;  на 100 жінок у віці від 18 років та старших — 84,1 чоловіків також старших 18 років.
Середній дохід на одне домашнє господарство  становив 53 428 доларів США (медіана — 45 150), а середній дохід на одну сім'ю — 58 186 доларів (медіана — 53 958). Медіана доходів становила 39 286 доларів для чоловіків та 32 161 долар для жінок. За межею бідності перебувало 17,9 % осіб, у тому числі 22,5 % дітей у віці до 18 років та 16,8 % осіб у віці 65 років та старших.
Цивільне працевлаштоване населення становило 1900 осіб. Основні галузі зайнятості: освіта, охорона здоров'я та соціальна допомога — 23,8 %, роздрібна торгівля — 12,4 %, виробництво — 11,7 %.